# Думбрава (Муреш)
Думбрава (рум. Dumbrava) — село у повіті Муреш в Румунії. Входить до складу комуни Ветава.
Село розташоване на відстані 296 км на північ від Бухареста, 47 км на північний схід від Тиргу-Муреша, 93 км на схід від Клуж-Напоки.

## Населення
За даними перепису населення 2002 року у селі проживали 775 осіб. Рідною мовою 773 особи (99,7%) назвали румунську.
Національний склад населення села:
| Національність | Кількість осіб | Відсоток |
| -------------- | -------------- | -------- |
| румуни         | 762            | 98,3%    |
| цигани         | 9              | 1,2%     |